# Großer Preis von Belgien 1967
Der Große Preis von Belgien 1967 (offiziell XXVII Grand Prix de Belgique) fand am 18. Juni auf dem Circuit de Spa-Francorchamps in Spa statt und war das vierte Rennen der Automobil-Weltmeisterschaft 1967.

## Berichte

### Hintergrund
Ein seit dem letzten WM-Lauf nur geringfügig verändertes Fahrerfeld trat zum Großen Preis von Belgien auf der damaligen Höchstgeschwindigkeitsstrecke von Spa-Francorchamps an.
Guy Ligier war nach fünf GP-Teilnahmen im Vorjahr erstmals in der aktuellen Saison wieder mit seinem privaten Cooper T81 am Start.
Nach dem Großen Preis der Niederlande führte Denis Hulme in der Fahrerwertung mit fünf Punkten vor Pedro Rodríguez und mit sieben Punkten vor Jim Clark.

### Training
Zwei Wochen nach dem Sieg beim ersten Einsatz des Lotus 49 durch Clark beim Großen Preis der Niederlande war die Fachwelt wenig überrascht, als Clark erneut die Pole-Position mit einem Vorsprung von rund drei Sekunden vor Dan Gurney erreichte, der am Wochenende zuvor das 24-Stunden-Rennen von Le Mans gewonnen hatte. Mit Graham Hill erreichte auch der zweite Werks-Lotus die erste Startreihe.
Ferrari-Pilot Chris Amon teilte sich die zweite Reihe mit Cooper-Werksfahrer Jochen Rindt. Es folgten Jackie Stewart, Jack Brabham und Mike Parkes.
Hulme erreichte aufgrund von Handlingproblemen im zweiten Werks-Brabham nur den 14. Startplatz.

### Rennen
Während mit Clark einer der beiden Lotus-Werksfahrer den Start aus der ersten Reihe in eine Führung umsetzen konnte, konnte der zweite Werkswagen von Hill zunächst wegen einer zu schwachen Batterie nicht starten. Hill musste das Rennen von den Boxen aus aufnehmen. Da sich Gurney beim Start verschaltete, waren Rindt, Stewart und Parkes zunächst die Verfolger des führenden Clark.
Gegen Ende der ersten Runde geriet Parkes auf eine Ölspur und verunglückte in der schnellen Blanchimont-Kurve schwer. Die dabei erlittenen Beinverletzungen besiegelten das Ende seiner Rennfahrerkarriere. Als Testfahrer und Ingenieur blieb er allerdings noch mehrere Jahre bei Ferrari.
Nachdem Rindt leicht zurückgefallen war, rückte Stewart auf den zweiten Rang nach vorn, gefolgt von Amon sowie Gurney, der zunehmend auf die Spitze aufholte.
Nach der zwölften Runde steuerten Clark und Gurney zeitgleich die Boxen an. Gurney stoppte nicht, sondern informierte seine Boxencrew lediglich über einen drohenden Defekt. Er kehrte hinter Stewart auf dem zweiten Rang liegend mit 15 Sekunden Rückstand auf die Strecke zurück. Clark sortierte sich nach einer kurzen Reparatur auf dem siebten Rang wieder ein.
Gegen Ende des Rennens bekam Stewart Probleme mit der Gangschaltung. Er musste den Schalthebel in seiner jeweiligen Position festhalten und konnte daher nur einhändig lenken. Von diesem Handicap profitierte Gurney, der in der 21. Runde die Führung übernahm und letztendlich mit über einer Minute Vorsprung gewann.
Es war Gurneys vierter und letzter Grand-Prix-Sieg und gleichzeitig der einzige seines eigenen Eagle-Teams.

## Meldeliste
| Team                        | Nr. | Fahrer              | Chassis      | Motor                    | Reifen |
| --------------------------- | --- | ------------------- | ------------ | ------------------------ | ------ |
| Scuderia Ferrari SpA SEFAC  | 01  | Chris Amon          | Ferrari 312  | Ferrari 242 3.0 V12      | F      |
| Scuderia Ferrari SpA SEFAC  | 02  | Ludovico Scarfiotti | Ferrari 312  | Ferrari 242 3.0 V12      | F      |
| Scuderia Ferrari SpA SEFAC  | 03  | Mike Parkes         | Ferrari 312  | Ferrari 218 3.0 V12      | F      |
| Honda Racing                | 07  | John Surtees        | Honda RA273  | Honda RA273E 3.0 V12     | F      |
| Owen Racing Organisation    | 12  | Mike Spence         | BRM P83      | BRM P75 3.0 H16          | G      |
| Owen Racing Organisation    | 14  | Jackie Stewart      | BRM P83      | BRM P75 3.0 H16          | G      |
| Reg Parnell Racing          | 17  | Chris Irwin         | BRM P261     | BRM P56 2.0 V8           | F      |
| DW Racing Enterprises       | 19  | Bob Anderson        | Brabham BT11 | Climax FPF 2.8 L4        | F      |
| Team Lotus                  | 21  | Jim Clark           | Lotus 49     | Ford Cosworth DFV 3.0 V8 | F      |
| Team Lotus                  | 22  | Graham Hill         | Lotus 49     | Ford Cosworth DFV 3.0 V8 | F      |
| Brabham Racing Organisation | 25  | Jack Brabham        | Brabham BT24 | Repco 740 3.0 V8         | G      |
| Brabham Racing Organisation | 26  | Denis Hulme         | Brabham BT19 | Repco 740 3.0 V8         | G      |
| Cooper Car Company          | 29  | Jochen Rindt        | Cooper T81B  | Maserati 10/F1 3.0 V12   | F      |
| Cooper Car Company          | 30  | Pedro Rodríguez     | Cooper T81   | Maserati 9/F1 3.0 V12    | F      |
| Guy Ligier                  | 32  | Guy Ligier          | Cooper T81   | Maserati 9/F1 3.0 V12    | D      |
| Rob Walker Racing           | 34  | Joseph Siffert      | Cooper T81   | Maserati 9/F1 3.0 V12    | F      |
| Anglo American Racers       | 36  | Dan Gurney          | Eagle T1G    | Weslake 58 3.0 V12       | G      |
| Joakim Bonnier Racing Team  | 39  | Joakim Bonnier      | Cooper T81   | Maserati 9/F1 3.0 V12    | F      |

## Klassifikationen

### Startaufstellung
| Pos. | Fahrer              | Konstrukteur    | Zeit   | Ø-Geschwindigkeit | Start |
| ---- | ------------------- | --------------- | ------ | ----------------- | ----- |
| 01   | Jim Clark           | Lotus-Ford      | 3:28,1 | 243,921 km/h      | 01    |
| 02   | Dan Gurney          | Eagle-Weslake   | 3:31,2 | 240,341 km/h      | 02    |
| 03   | Graham Hill         | Lotus-Ford      | 3:32,9 | 238,422 km/h      | 03    |
| 04   | Jochen Rindt        | Cooper-Maserati | 3:34,3 | 236,864 km/h      | 04    |
| 05   | Chris Amon          | Ferrari         | 3:34,3 | 236,864 km/h      | 05    |
| 06   | Jackie Stewart      | B.R.M.          | 3:34,8 | 236,313 km/h      | 06    |
| 07   | Jack Brabham        | Brabham-Repco   | 3:35,0 | 236,093 km/h      | 07    |
| 08   | Mike Parkes         | Ferrari         | 3:36,6 | 234,349 km/h      | 08    |
| 09   | Ludovico Scarfiotti | Ferrari         | 3:37,7 | 233,165 km/h      | 09    |
| 10   | John Surtees        | Honda           | 3:38,4 | 232,418 km/h      | 10    |
| 11   | Mike Spence         | B.R.M.          | 3:38,5 | 232,311 km/h      | 11    |
| 12   | Joakim Bonnier      | Cooper-Maserati | 3:39,1 | 231,675 km/h      | 12    |
| 13   | Pedro Rodríguez     | Cooper-Maserati | 3:39,5 | 231,253 km/h      | 13    |
| 14   | Denis Hulme         | Brabham-Repco   | 3:40,3 | 230,413 km/h      | 14    |
| 15   | Chris Irwin         | B.R.M.          | 3:44,4 | 226,203 km/h      | 15    |
| 16   | Joseph Siffert      | Cooper-Maserati | 3:45,4 | 225,200 km/h      | 16    |
| 17   | Bob Anderson        | Brabham-Climax  | 3:49,5 | 221,176 km/h      | 17    |
| 18   | Guy Ligier          | Cooper-Maserati | 4:01,2 | 210,448 km/h      | 18    |

### Rennen
| Pos. | Fahrer              | Konstrukteur    | Runden | Stopps | Zeit        | Start | Schnellste Runde |
| ---- | ------------------- | --------------- | ------ | ------ | ----------- | ----- | ---------------- |
| 01   | Dan Gurney          | Eagle-Weslake   | 28     | 1      | 1:40:49,400 | 02    | 3:31,9           |
| 02   | Jackie Stewart      | B.R.M.          | 28     | 0      | + 1:03,000  | 06    | 3:34,2           |
| 03   | Chris Amon          | Ferrari         | 28     | 0      | + 1:40,000  | 05    | 3:35,9           |
| 04   | Jochen Rindt        | Cooper-Maserati | 28     | 0      | + 2:13,900  | 04    | 3:37,1           |
| 05   | Mike Spence         | B.R.M.          | 27     | 0      | + 1 Runde   | 11    | 3:41,5           |
| 06   | Jim Clark           | Lotus-Ford      | 27     | 2      | + 1 Runde   | 01    | 3:33,0           |
| 07   | Joseph Siffert      | Cooper-Maserati | 27     | 0      | + 1 Runde   | 16    | 3:49,1           |
| 08   | Bob Anderson        | Brabham-Climax  | 26     | 0      | + 2 Runden  | 17    | 3:53,3           |
| 09   | Pedro Rodríguez     | Cooper-Maserati | 25     | 0      | DNF         | 13    | 3:37,5           |
| 10   | Guy Ligier          | Cooper-Maserati | 25     | 0      | + 3 Runden  | 18    | 3:52,9           |
| –    | Ludovico Scarfiotti | Ferrari         | 24     | 1      | NC          | 09    | 3:38,8           |
| –    | Jack Brabham        | Brabham-Repco   | 15     | 0      | DNF         | 07    | 3:36,7           |
| –    | Denis Hulme         | Brabham-Repco   | 14     | 0      | DNF         | 14    | 3:40,4           |
| –    | Joakim Bonnier      | Cooper-Maserati | 10     | 0      | DNF         | 12    | 3:42,9           |
| –    | Graham Hill         | Lotus-Ford      | 3      | 2      | DNF         | 03    | 4:38,3           |
| –    | John Surtees        | Honda           | 1      | 0      | DNF         | 10    | 4:31,6           |
| –    | Chris Irwin         | B.R.M.          | 1      | 0      | DNF         | 15    | 6:09,6           |
| –    | Mike Parkes         | Ferrari         | 0      | 0      | DNF         | 08    | –                |

## WM-Stände nach dem Rennen
Die ersten sechs des Rennens bekamen 9, 6, 4, 3, 2, 1 Punkte. Die besten fünf Ergebnisse der ersten sechs und die besten vier der restlichen fünf Rennen zählten zur Meisterschaft. In der Konstrukteurswertung zählten dabei nur die Punkte des bestplatzierten Fahrers eines Teams.

### Fahrerwertung
| Pos. | Fahrer          | Konstrukteur    | Punkte |
| ---- | --------------- | --------------- | ------ |
| 01   | Denis Hulme     | Brabham-Repco   | 16     |
| 02   | Pedro Rodríguez | Cooper-Maserati | 11     |
| 03   | Chris Amon      | Ferrari         | 11     |
| 04   | Jim Clark       | Lotus-B.R.M.    | 10     |
| 05   | Dan Gurney      | Eagle-Climax    | 9      |
| 06   | Jack Brabham    | Brabham-Repco   | 7      |
| 07   | Jackie Stewart  | B.R.M.          | 6      |
| 08   | Graham Hill     | Lotus-Ford      | 6      |
| 09   | John Love       | Cooper-Climax   | 6      |
| 10   | John Surtees    | Honda           | 4      |
| 11   | Bruce McLaren   | McLaren-B.R.M.  | 3      |
| 12   | Mike Spence     | B.R.M.          | 3      |
| 13   | Jochen Rindt    | Cooper-Maserati | 3      |

| Pos. | Fahrer              | Konstrukteur    | Punkte |
| ---- | ------------------- | --------------- | ------ |
| 14   | Bob Anderson        | Brabham-Climax  | 2      |
| 15   | Mike Parkes         | Ferrari         | 2      |
| 16   | Ludovico Scarfiotti | Ferrari         | 1      |
| 17   | Chris Irwin         | Lotus-B.R.M.    | 0      |
| 18   | Joseph Siffert      | Cooper-Maserati | 0      |
| 19   | Guy Ligier          | Cooper-Maserati | 0      |
| –    | Joakim Bonnier      | Cooper-Maserati | 0      |
| –    | Lorenzo Bandini †   | Ferrari         | 0      |
| –    | Piers Courage       | Lotus-B.R.M.    | 0      |
| –    | Dave Charlton       | Brabham-Climax  | 0      |
| –    | Luki Botha          | Brabham-Climax  | 0      |
| –    | Sam Tingle          | LDS-Climax      | 0      |
| –    | Johnny Servoz-Gavin | Matra-Ford      | 0      |

### Konstrukteurswertung
| Pos. | Konstrukteur    | Punkte |
| ---- | --------------- | ------ |
| 01   | Brabham-Repco   | 18     |
| 02   | Cooper-Maserati | 14     |
| 03   | Ferrari         | 11     |
| 04   | Lotus-Ford      | 10     |
| 05   | Eagle-Weslake   | 9      |
| 06   | B.R.M.          | 7      |
| 07   | Cooper-Climax   | 6      |

| Pos. | Konstrukteur   | Punkte |
| ---- | -------------- | ------ |
| 08   | Lotus-B.R.M.   | 6      |
| 09   | Honda          | 4      |
| 10   | McLaren-B.R.M. | 3      |
| 11   | Brabham-Climax | 2      |
| –    | Lotus-Climax   | 0      |
| –    | LDS-Climax     | 0      |
| –    | Matra-Ford     | 0      |